# Liste der Abgeordneten zum Landtag Steiermark (XVII. Gesetzgebungsperiode)
- SPÖ: 15
- ÖVP: 14
- FPÖ: 14
- GRÜNE: 3
- KPÖ: 2

Diese Liste der Abgeordneten zum Landtag Steiermark (XVII. Gesetzgebungsperiode) listet alle Abgeordneten zum Steiermärkischen Landtag in der XVII. Gesetzgebungsperiode (2015–2019).

## Geschichte
Aufgrund von Einsparungsmaßnahmen wurde der Landtag in der letzten (XVI. Gesetzgebungsperiode) verkleinert. Darum waren nicht mehr 56, sondern 48 Mandate zu vergeben.
Die Sozialdemokratische Partei Österreichs (SPÖ) verlor bei der Landtagswahl 2015 8 der 23 Mandate und kommt daher nur noch auf 15 Mandate. Die Österreichische Volkspartei (ÖVP) verlor bei der Landtagswahl ebenfalls 8 Abgeordnete und stellt in der neuen Gesetzgebungsperiode 14 Abgeordnete. Drittstärkste Kraft wurde die Freiheitliche Partei Österreichs (FPÖ), die ihren Mandatsstand von 6 Mandaten auf 14 Mandate mehr als verdoppeln konnten. Den vierten Platz belegten Die Grünen – Die Grüne Alternative (GRÜNE), die ihre drei Mandate halten konnten, zudem ist die Kommunistische Partei Österreichs (KPÖ) mit erneut zwei Abgeordneten im Landtag vertreten.
Die Gesetzgebungsperiode begann 2015. Der steirische Landtag löste sich am 5. September 2019 vorzeitig auf, die reguläre Gesetzgebungsperiode hätte bis 2020 gedauert. ÖVP, FPÖ und Grüne stimmten für Neuwahlen, SPÖ und KPÖ waren dagegen. Die Neuwahlen fanden am 24. November 2019 statt.

## Funktionen

### Landtagspräsidenten

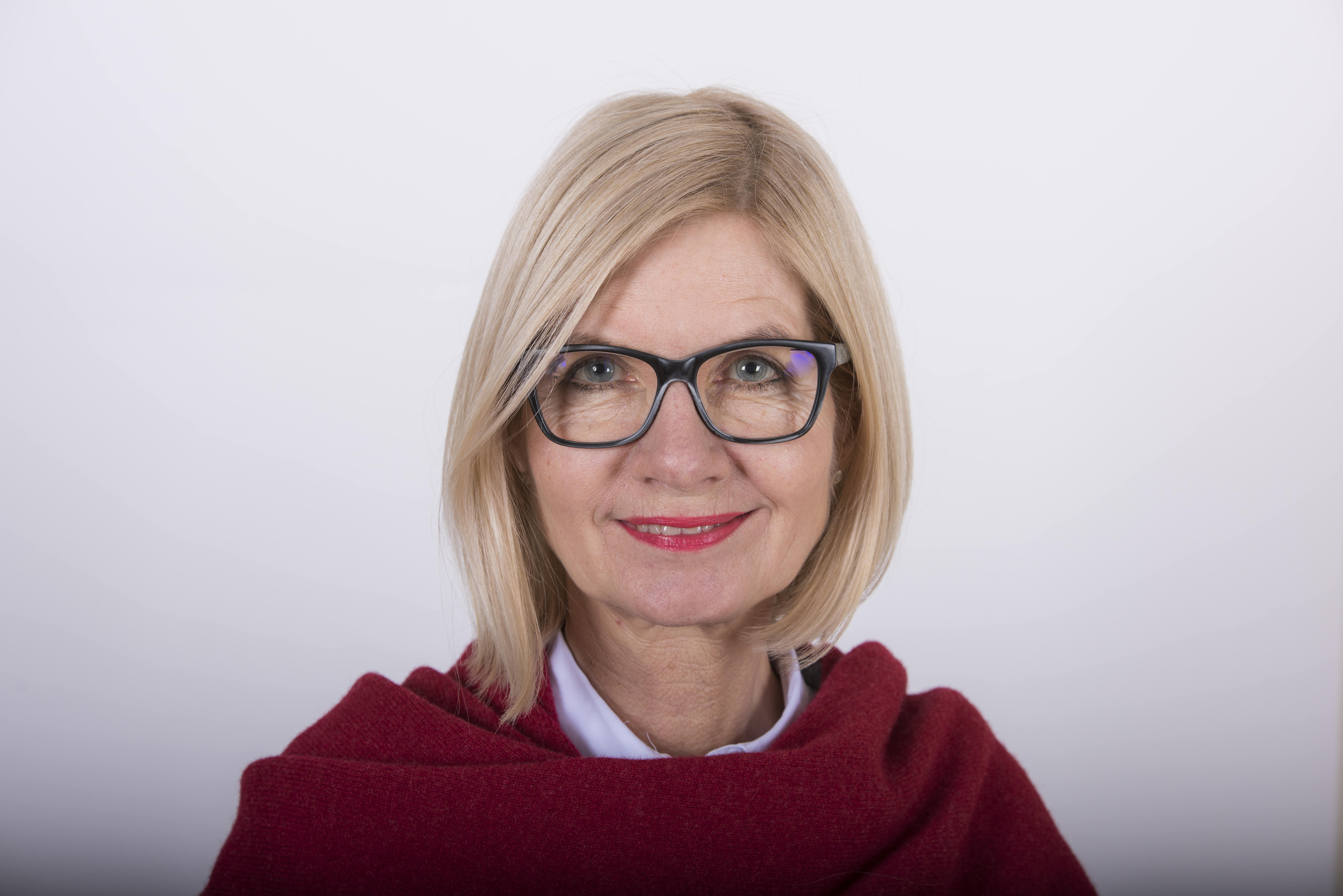
Landtagspräsidentin (ab Juli 2019) Gabriele Kolar

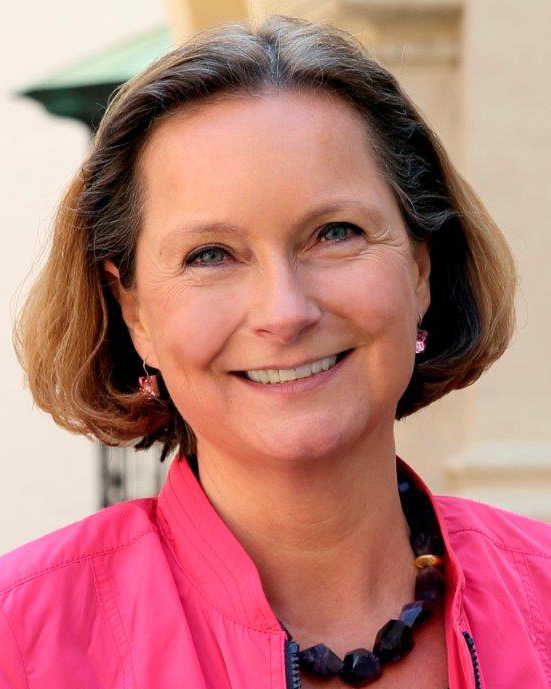
Landtagspräsidentin (bis Juli 2019) Bettina Vollath

Erste Landtagspräsidentin war bis Juli 2019 Bettina Vollath (SPÖ), Zweite Landtagspräsidentin war Manuela Khom (ÖVP), Dritter Landtagspräsident Gerhard Kurzmann (FPÖ).
Im Juli 2019 folgte Gabriele Kolar Bettina Vollath, die bei der Europawahl in Österreich 2019 als Abgeordnete ins EU-Parlament gewählt wurde, als Landtagspräsidentin nach.

### Landtagsabgeordnete
| Name                       | Bild | Partei | Partei | Anmerkung |
| -------------------------- | ---- | ------ | ------ | --- |
| Helga Ahrer                |      |        | SPÖ    | |
| Hannes Amesbauer           |      |        | FPÖ    | Wechsel in den Nationalrat mit 9. November 2017, Nachfolger Arnd Meißl                                                                              |
| Renate Bauer               |      |        | SPÖ    | |
| Christian Buchmann         |      |        | ÖVP    | ab 16. Mai 2017, Nachfolger von Barbara Eibinger-Miedl Wechsel in den Bundesrat, Nachfolger Detlev Eisel-Eiselsberg                                 |
| Christian Cramer           |      |        | FPÖ    | |
| Gerald Deutschmann         |      |        | FPÖ    | |
| Erwin Dirnberger           |      |        | ÖVP    | |
| Wolfgang Dolesch           |      |        | SPÖ    | |
| Bernhard Ederer            |      |        | ÖVP    | |
| Barbara Eibinger-Miedl     |      |        | ÖVP    | bis 25. April 2017, Nachfolger Christian Buchmann                                                                                                   |
| Detlev Eisel-Eiselsberg    |      |        | ÖVP    | seit 12. Dezember 2017, Nachfolger von Christian Buchmann                                                                                           |
| Franz Fartek               |      |        | ÖVP    | |
| Maria Fischer              |      |        | SPÖ    | ab 18. Mai 2016, Nachfolgerin von Anton Lang |
| Armin Forstner             |      |        | ÖVP    | seit 15. Jänner 2019, Nachrücker für Karl Lackner                                                                                                   |
| Anton Gangl                |      |        | ÖVP    | |
| Michaela Grubesa           |      |        | SPÖ    | |
| Erich Hafner               |      |        | FPÖ    | |
| Hermann Hartleb            |      |        | ÖVP    | bis 22. Oktober 2018, Nachrücker Friedrich Reisinger                                                                                                |
| Stefan Hermann             |      |        | FPÖ    | ab 16. Jänner 2018, Nachfolger von Mario Kunasek Klubobmann bis Mai 2019                                                                            |
| Stefan Hofer               |      |        | SPÖ    | |
| Sandra Holasek             |      |        | ÖVP    | |
| Sabine Jungwirth           |      |        | GRÜNE  | bis 21. März 2017, Nachfolgerin Lara Köck |
| Bernadette Kerschler       |      |        | SPÖ    | |
| Manuela Khom               |      |        | ÖVP    | |
| Claudia Klimt-Weithaler    |      |        | KPÖ    | |
| Herbert Kober              |      |        | FPÖ    | |
| Lara Köck                  |      |        | GRÜNE  | seit 21. März 2017, Nachfolgerin von Sabine Jungwirth                                                                                               |
| Anton Kogler               |      |        | FPÖ    | bis 28. Mai 2019, Nachrücker Mario Kunasek |
| Gabriele Kolar             |      |        | SPÖ    | |
| Sandra Krautwaschl         |      |        | GRÜNE  | |
| Helga Kügerl               |      |        | FPÖ    | |
| Mario Kunasek              |      |        | FPÖ    | Klubobmann, Verteidigungsminister ab 18. Dezember 2017, Nachfolger Stefan Hermann seit 28. Mai 2019 (auch Klubobmann), nachgerückt für Anton Kogler |
| Gerhard Kurzmann           |      |        | FPÖ    | |
| Karl Lackner               |      |        | ÖVP    | Klubvorsitzender bis Ende 2018 Abgeordneter bis 14. Jänner 2019, Nachrücker Armin Forstner                                                          |
| Anton Lang                 |      |        | SPÖ    | bis 18. Mai 2016, danach Verkehrslandesrat |
| Hubert Lang                |      |        | ÖVP    | |
| Max Lercher                |      |        | SPÖ    | bis 18. September 2018, Nachrücker Wolfgang Moitzi                                                                                                  |
| Arnd Meißl                 |      |        | FPÖ    | Nachfolger von Hannes Amesbauer |
| Liane Moitzi               |      |        | FPÖ    | |
| Wolfgang Moitzi            |      |        | SPÖ    | seit 18. September 2018, Nachrücker für Max Lercher                                                                                                 |
| Werner Murgg               |      |        | KPÖ    | |
| Karl Petinger              |      |        | SPÖ    | |
| Alexandra Pichler-Jessenko |      |        | ÖVP    | |
| Friedrich Reisinger        |      |        | ÖVP    | ab 23. Oktober 2018, Nachrücker für Hermann Hartleb                                                                                                 |
| Barbara Riener             |      |        | ÖVP    | Klubvorsitzende seit Jänner 2019 |
| Albert Royer               |      |        | FPÖ    | |
| Andrea-Michaela Schartel   |      |        | FPÖ    | Wechsel in den Nationalrat mit 29. Jänner 2018 Nachfolger Günter Wagner                                                                             |
| Lukas Schnitzer            |      |        | ÖVP    | |
| Lambert Schönleitner       |      |        | GRÜNE  | |
| Johannes Schwarz           |      |        | SPÖ    | |
| Cornelia Schweiner         |      |        | SPÖ    | |
| Hedwig Staller             |      |        | FPÖ    | |
| Thomas Stoimaier           |      |        | SPÖ    | seit 2. Juli 2019, Nachrücker für Bettina Vollath                                                                                                   |
| Marco Triller              |      |        | FPÖ    | |
| Peter Tschernko            |      |        | ÖVP    | |
| Bettina Vollath            |      |        | SPÖ    | Wechsel ins EU-Parlament mit 2. Juli 2019; Nachrücker Thomas Stoimaier                                                                              |
| Günter Wagner              |      |        | FPÖ    | seit 6. Februar 2018 Nachfolger von Andrea-Michaela Schartel                                                                                        |
| Oliver Wieser              |      |        | SPÖ    | |
| Klaus Zenz                 |      |        | SPÖ    | |